# Dipara rufescens
Dipara rufescens är en stekelart som beskrevs av Masi 1917. Dipara rufescens ingår i släktet Dipara och familjen puppglanssteklar.
Artens utbredningsområde är Seychellerna. Inga underarter finns listade i Catalogue of Life.